# Cephalophyllum parvibracteatum
Cephalophyllum parvibracteatum är en isörtsväxtart som först beskrevs av L. Bol., och fick sitt nu gällande namn av H.E.K. Hartmann. Cephalophyllum parvibracteatum ingår i släktet Cephalophyllum och familjen isörtsväxter. Inga underarter finns listade i Catalogue of Life.